# Ringsnaveleend
De ringsnaveleend (Aythya collaris) is een eendvogel uit de familie van de Anatidae. Het mannetje is qua kleurenpatroon gelijkaardig aan de kuifeend.

## Verspreiding en leefgebied
Het oorspronkelijke broedgebied bevindt zich in Noord-Amerika, met name in de Verenigde Staten en in Canada.
In Europa is de ringsnaveleend een dwaalgast die toch wel met enige regelmaat wordt gezien. In Nederland is deze vogel tussen 1959 en 2021 in totaal 49 keer waargenomen.